# Eugénie Renique
Eugénie Renique, née le 24 avril 1780 à Maubeuge dans le Nord et morte le 31 août 1836 à Saint-Amand-les-Eaux, est une danseuse d'opéra, aventurière et maîtresse du duc de Rivoli, le maréchal André Masséna (1758-1817).

## Biographie
Elle est la fille aînée d'une fratrie de huit enfants, dont seuls deux parviendront à l'âge adulte. Son père Jean-Baptiste Ignace Joseph Michel Renique (1753- ?), employé de la Ferme générale épouse à Maubeuge le 13 juillet 1779, mademoiselle  Marie-Anne (Marianne) Goffart (1755-1822). Sept ans plus tard, le 29 juillet 1787, naîtra à Cambrai ce jeune frère Eugène Louis qui entretiendra avec sa sœur une relation fusionnelle, relation qui s'envenimera à la fin de vie d'Eugénie.
La Révolution française ayant supprimée la Ferme générale, en 1790, la famille perd son statut et son revenu. Son grand-père Goffart meurt en 1793 et Eugénie décide de monter à Paris en 1800 et se retrouve danseuse à l'Opéra de Paris. Elle y rencontre en 1801 le général André Masséna (1758-1817) qui est alors en congé de l'armée. Elle devient sa maîtresse, et cette relation va durer dix ans. Elle partagera avec lui tous les honneurs militaires qu'il va glaner sur les champs de bataille, à commencer par son bâton de maréchal le 19 mai 1804, lorsqu'il est fait duc de Rivoli, le 19 mars 1808, prince d'Essling, le 21 janvier 1810. Elle le suit dans ses campagnes d'Italie et de Calabre de 1805-1806, ou dans le village de Cosenza ils faillirent être surpris au lit par une attaque de bandits. Il fut convenu qu'elle serait officiellement la femme de son aide-de-camp Jacques Denis Louis Leberton, poste qu'il occupa de février à juillet 1807. En 1806, elle est déjà avec lui sur le champ de bataille, vêtue en homme, galopant à cheval aux côtés du maréchal. Le vieux maréchal était de surcroît jaloux à l’extrême de celle que les soldats nommaient La poule à Masséna.
Le 29 août 1808, Eugénie fait l'acquisition auprès du maréchal Pierre Augereau (1757-1816) de sa maison de campagne ou garçonnière, un ancien presbytère au 10 place du Parvis à Bagneux connu de nos jours sous le nom de Maison Masséna. Masséna fut en congé de juillet 1807 à février 1809 soit vingt mois, temps qu'il partagea entre sa femme légitime en son hôtel particulier de la rue de Lille à Paris ou son château de Rueil, et sa maîtresse en sa demeure de Bagneux.
Elle est présente pendant la campagne d'Autriche en 1809, mais également toutes les avanies lors de la guerre d'Espagne et l'invasion du Portugal en 1810-1811. Masséna avait accepté ce dernier commandement à la condition de pouvoir emmener avec lui Eugénie. Masséna arrive à Salamanque le 28 mai et décide d'entrer au Portugal en suivant l'axe Ciudad Rodrigo — Almeida — Coimbra. Après le siège de Ciudad Rodrigo, les premiers combats en terre portugaise se déroulent près de la Côa, avant que ne débute le siège d'Almeida, en compagnie de sa maîtresse. Marbot aide-de-camp de Masséna nous dit d'elle: « C'était une femme de beaucoup de moyens, bonne et aimable, et qui comprenait du reste tous les désagréments de la situation » Après la défaite de la bataille de Fuentes de Oñoro les 3 et 5 mai 1811. Le général Marbot d'ajouter : « Pendant ce long et pénible trajet, Masséna s'était vivement préoccupé des dangers auxquels Mme X... était constamment exposée. Cette femme courageuse... dut être portée. Aussi le généralissime, tout en nous conjurant de ne pas abandonner Mme X.., nous dit à plusieurs reprises : "Quelle faute j'ai commise en emmenant une femme à la guerre" »
Marbot nous rapporte un autre épisode de cette campagne. Masséna souhaitant retenir à déjeuner le maréchal Michel Ney (1769-1815) ; le général Jean-Louis-Ébénézer Reynier (1771-1814) ; le général Duc d'Abrantès Jean-Andoche Junot (1771-1813) ; le général Louis Pierre de Montbrun (1770-1812) qui n'avaient pas beaucoup de sympathie pour lui : « Jusqu'à là tout allait bien, mais quelques instants avant de s'asseoir, Masséna fait appeler Mme X... qui recule en se voyant en présence des lieutenants de Masséna. Mais celui-ci dit tout haut à Ney : "Mon cher maréchal, veuillez donner la main à madame". Le maréchal Ney pâlit et fut sur le point d'éclater... Cependant, il se contînt, et conduisit du bout du doigt Mme X... qui avait trop d'esprit pour ne pas sentir combien sa situation était fausse, fut prise tout à coup d'une violente attaque de nerfs et tomba évanouie. Alors, Ney, Reynier, Montbrun et Junot quittent le jardin, non sans que Ney témoignât à haute voix et très vivement ses impressions [...] A compter de ce jour Ney, Reynier, Montbrun et Junot furent au plus mal avec Masséna, qui de son côté leur en voulut beaucoup » Eugène Renique bénéficia également des bontés de Masséna, mais sans jamais en abuser. Il devint aide-de-camp du maréchal en même temps que Leberton.
À Viseu, les troupes de Masséna sont contraintes de stationner une semaine parce qu'Eugénie Renique est souffrante, et ceci malgré l'approche des troupes anglaises. Le général Thiébault quant à lui trouve cette situation du plus mauvais effet pour la troupe, il nous précise que Masséna qui a 50 ans est atteint de la tuberculose et qu'il vomit du sang. Il compare la belle qui ne l'était pas dit-il à un meuble de cette espèce. Sûrement capricieuse, nous savons par Griois et d'Hautpoul qu'elle fit attendre la troupe obligé de courir lui chercher sa perruche oubliée dans le logement.
On ignore la date de la séparation de Masséna et d'Eugénie, mais le 23 août 1811, Eugénie obtient un passeport par le département du Nord pour se rendre à Saint-Amand. Masséna tombé en disgrâce, est-il plus malade ? Elle s'installe à Saint-Amand en 1813, date connue par une lettre de son frère, datée de 1836. Elle a 31 ans, et va complètement changer son mode de vie. Le 16 décembre 1816, Eugénie revend sa maison de Bagneux au nouveau curé, avec une moins-value de 3 000 francs. Elle restera connue bien que redevenue diocésaine sous le nom de Maison Masséna. Lors de la vente l'acte précise que la dame n'habite plus là mais à Saint-Amand.
Elle emménage à l'angle de la rue Condé, et de la place de l'Église, à proximité de sa mère et de ses tantes logées dans la même rue. Son frère la rejoint rapidement. Elle possède un joli capital qui lui permet d'acheter de nombreuses maisons et terrains à Saint-Amand, Valenciennes, ainsi que dans différentes villes du canton et dans le Hainaut belge. Elle accole à son nom un De La Tour. En 1819, son frère Eugène, sollicite du roi de France le Croix de Saint-Louis. Il semblerait qu'elle fit partie d'une loge maçonnique, ce qui est fort possible Masséna étant initié en 1784, et Grand Conservateur général en 1806, jusqu'à la chute de l'Empire.
Eugénie tombe malade son psychisme est gravement altéré, elle subit l'influence de mauvaises personnes, rédige un testament léguant sa fortune à la ville de Saint-Amand. Un orphelinat fut construit qui portera son nom, et détruit dans les années 1990. Eugène dut déménager et s'installer à Valenciennes dans une maison qui lui est réservée par les dispositions testamentaires de sa sœur.
Elle meurt le 31 août 1836 à l'âge de 56 ans. À sa mort sa fortune est estimée à 500 000  soit environ 5 millions d'euros. Son frère Eugène se marie à Valenciennes en 1840 et mourut sans postérité en 1880.

### Filmographie
- 2012 : Les Lignes de Wellington, film préparé par Raoul Ruiz, réalisé par Valeria Sarmiento : Eugénie Renique est représentée habillée en hussard sous les traits de Chiara Mastroianni